# Борзова Заїмка
Борзова́ За́їмка (рос. Борзовая Заимка) — селище у складі Барнаульського міського округу Алтайського краю, Росія.

## Населення
Населення — 2170 осіб (2010; 1971 у 2002).
Національний склад (станом на 2002 рік):
- росіяни — 96 %